# Gandhinagar, Aurad
Gandhinagar là một làng thuộc tehsil Aurad, huyện Bidar, bang Karnataka, Ấn Độ.